# Instytut Dyplomacji Kulturalnej
Instytut Dyplomacji Kulturalnej (Institute for Cultural Diplomacy, ICD) – międzynarodowa pozarządowa organizacja non-profit z siedzibą w Berlinie. Jej działalność koncentruje się na promowaniu i rozwijaniu obszaru dyplomacji kulturalnej poprzez prowadzenie badań, inicjatyw i programów, a także na organizowaniu międzynarodowych konferencji.

## Historia
Instytut Dyplomacji Kulturalnej powstał w 1999 roku. Założycielem i dyrektorem ICD jest Mark Donfried. Organizacja rozpoczęła swoją działalność w Nowym Jorku, a obecnie jej główna siedziba znajduje się w Berlinie, w Niemczech.

## Konferencje międzynarodowe
Główną działalnością ICD jest całoroczne organizowanie różnych konferencji międzynarodowych.
Aktualnie prowadzonymi konferencjami są: Ekonomiczny Kongres Międzynarodowy w Berlinie (The Berlin International Economics Congress (BIEC)), Kongres Praw Człowieka (The Human Rights Congress), Forum Wolności Słowa (The Freedom of Speech Forum), Język Sztuki i Muzyki (The Language of Art and Music), Rozwój Afryki (The Rise of Africa) i Twarda kontra Miękka Siła (Hard vs. Soft Power). W poprzednich konferencjach organizowanych przez Instytut Dyplomacji Kulturalnej włącznie z Międzynarodowym Sympozjum Dyplomacji Kulturalnej w Berlinie, w dniach 11.05-15.05.2011 (International Symposium on Cultural Diplomacy) brali udział m.in.: Lucinda Creighton – minister ds. europejskich Irlandii, Michael Chertoff – były sekretarz bezpieczeństwa wewnętrznego Stanów Zjednoczonych, Rexhep Meidani – były prezydent Albanii, senator Tim Hutchinson – były Senator Stanów Zjednoczonych z Arkansas, sędzia Theodor Meron – były prezydent Międzynarodowego Trybunału Kryminalnego dla Byłej Jugosławii, Yasar Yakis – były minister spraw zagranicznych Turcji.
Międzynarodowe Sympozjum Dyplomacji Kulturalnej było organizowane od 2006 roku. W 2010 roku Sympozjum przyjęło nazwę Kultura, Stosunki Międzynarodowe i Globalizacje (Culture, International Relations, and Globalisations) i zawierało event pod nazwą Zrozumieć Afganistan i Azję (Understanding Afghanistan and Asia), które organizowane było we współpracy z NATO (Sojusz Północnoatlantycki) i miało za zadanie promować demokrację i stabilizację w Afganistanie i Azji Środkowej. Podczas konferencji przemawiali: sir Malcolm Rifkind, Ali Ahmad Dżalali, Bertie Ahern, a także Kjell Magne Bondevik i Vaira Vīķe-Freiberga. Tematem konferencji z 2009 roku była rola miękkiej siły w stosunkach międzynarodowych, a jej program zawierał także przemówienia ministra spraw europejskich Rumunii Vasile Puşcaş, byłego ministra spraw zagranicznych Finlandii Erkki Tuomioja, byłego prezydenta Łotwy Dr.Vaira Vīķe-Freiberga, byłego prezydenta Portugalii Jorge Sampaio, byłego niemieckiego ambasadora ONZ Guntera Pleugera i byłego prezydenta Republiki Mauritiusu Cassama Uteema.
Od 9 do 12 marca 2011 roku ICD było gospodarzem Ekonomicznego Kongresu w Berlinie (Berlin International Economics Congress 2011), którego zaproszonymi gośćmi byli: Nahas Angula – premier Namibii, Jean-Paul Adam – minister spraw zagranicznych Republiki Seszeli, Alberto Jose Guevara Obregon – minister finansów Nikaraguai, Al Imam Al Sadig Al Mahdi – były premier Sudanu, Akua Sena Dansua – minister Turystyki Ghany i Edmund Bartlett – minister turystyki Jamajki.
Pierwsza konferencja pod nazwą Świat bez Murów (A World Without Walls) odbyła się w 2009 roku w Berlinie z okazji dwudziestolecia upadku Muru Berlińskiego. W trakcie konferencji prezydent francuskiego rządu lokalnego Poitou-Charentes i były kandydat na prezydenta Francuskiej Partii Socjalistycznej Segolene Royal przemawiał o historycznym znaczeniu upadku Muru i przedstawił swoją wizję „Stanów Zjednoczonych Europy”. Podczas konferencji przemawiał także były premier Szkocji i specjalny przedstawiciel premiera ds. budowania pokoju Jack McConnell.

## Fora Młodych Liderów (Forums for Young Leaders)
Fora Młodych Liderów zrzeszają indywidualności o podobnych upodobaniach i zainteresowaniach w rozwoju i wspieraniu stosunków międzykulturowych. Pierwsze Forum Młodych Liderów odbyło się prawie dziesięć lat temu i od tamtego czasu ICD rozwinęło i zapoczątkowało różnorodne bilateralne i multilateralne fora, które traktowały o stosunkach międzykulturowych z całego świata.
Organizacja prowadzi serie tygodniowych seminariów, które skupiają studentów i młodych profesjonalistów z całej Europy, a także indywidualności z innych regionów świata zainteresowanych tematem. Fora te skupiają się obecnie na bilateralnych stosunkach pomiędzy Niemcami i Turcją, Niemcami i Wielką Brytanią, Europą i Stanami Zjednoczonymi, Europą i Rosją, Skandynawią i Niemcami oraz Europą i Ameryką Łacińską. W dodatku, odbywają się multilateralne fora na temat Europy, Afryki, Azji Wschodniej, a także forum dotyczące Niemiec, które nazwano Pokonywaniem Różnic Kulturowych w Niemczech (Cultural Bridges In Germany). Prezydentem Forum Młodych Liderów Instytutu Dyplomacji Kulturalnej jest obecnie Yasar Yakis – były minister ds. zagranicznych Turcji.
Forum Wielka Brytania i Niemcy (The UK meets Germany) ma w swoim dorobku przemówienia takich osób jak eurosceptyczny poseł Bill Cash, byli brytyjscy i niemieccy ambasadorowie, brytyjski poseł Bob Walter, angielsko-niemiecki komentator globalizacji Nick Tolhurst i redaktor Peter Craven z Deutsche Welle.
Niemcy i Turcja: Forum dla Młodych Liderów (German Meets Turkey: A Forum for Young Leaders) jest programem inicjatywy „Ernst Reuter Initiative of the German Foreign Office” (Auswärtiges Amt), i prowadzone jest przez ICD we współpracy z Fundacją im. Roberta Boscha, a także z Centrum Polityki Istanbułu na Uniwersytecie Sabanci. W trwających tydzień sesjach bierze udział 24 uczestników co roku, po 12 z każdego kraju. Jest to forum do dyskusji podczas którego odbywają się seminaria, a także wizytacje w prywatnych firmach i instytucjach akademickich. Zorientowane jest na wzmocnienie niemiecko-tureckich stosunków bilateralnych.
Kanada i Niemcy: Forum dla Młodych Liderów (Canada Meets Germany: A Forum for Young Leaders) zaczęto organizować od 2003 roku. Są to spotkania mające na celu pogłębienie więzi kulturowej pomiędzy Niemcami a Kanadą. Najbardziej znane odbyło się na przełomie września i października 2008 roku, gdzie jedna z sesji odbyła się na Uniwersytecie w Montrealu.

## Wiadomości Dyplomacji Kulturalnej (Cultural Diplomacy News)
Organizacja prowadzi serwis internetowy pod nazwą Wiadomości Dyplomacji Kulturalnej (Cultural Diplomacy News), w którym umieszcza wywiady, informacje uzyskane z konferencji oraz nowe artykuły o tematyce rozwojowej dla obszaru dyplomacji kulturalnej.
Koncepcją tego portalu jest wprowadzenie do publicznej wiadomości informacji odnośnie do przeprowadzonych badań i wywiadów. Struktura tego projektu jest podzielona na konkretne regiony świata np. Afryka, Ameryka, Azja, Europa, Bliski Wschód itp. Intencją jest wprowadzenie czytelników w ogólny zarys problemów i spraw dotyczących tych regionów. Zarys ten zawiera ich współzależne relacje, informacje dotyczące konfliktów i możliwości ich rozwiązania lub próby częściowego wyjaśnienia ich głównie drogą „miękkiej siły” w perspektywie dyplomacji kulturalnej.

## Wydarzenia seryjne
Od września do listopada 2008 roku Instytut Dyplomacji Kulturalnej wspólnie z Inicjatywą Amerika Haus i Federalną Centralą Kształcenia Obywatelskiego przeprowadził serię spotkań dla ogółu społeczeństwa w Berlinie przed zbliżającymi się wyborami w Stanach Zjednoczonych pod nazwą Jak zagłosuje Ameryka? (Wie wählt Amerika?).
Od 20 stycznia do 28 lutego 2009 roku Instytut zorganizował wspólnie z Federalną Centralą Kształcenia Obywatelskiego Miesiąc Czarnej Historii w Berlinie (Black History Month in Berlin). Odbył się on w Amerika Haus Berlin.
Organizacja przeprowadziła także niemiecko-turecki tydzień (German-Turkish Week 2009) w Amerika Haus Berlin w dniach 8–13 czerwca 2009 roku. Rozpoczął go swoim przemówieniem Cem Özdemir, aktualnie lider Partii Zielonych w Niemczech.

## Akademia Dyplomacji Kulturalnej (The ICD Academy for Cultural Diplomacy)
Akademia Dyplomacji Kulturalnej to dział naukowy w ICD. Utworzony został w celu analizowania prowadzonych przez rządy i podmioty niepaństwowe praktyk dyplomacji kulturalnej, a także w celu budowania i tworzenia nowych strategii mających na celu wzmocnienie stosunków międzykulturowych. Poszczególne działy akademii skupiają swoją uwagę na zachowaniu równowagi pomiędzy twardą i miękką siłą, wymianie międzykulturowej, procesie globalizacji, współzależności państw narodowych oraz wykorzystaniu inicjatyw kulturalnych do generowania wzajemnego zrozumienia.
Akademia ICD prowadzi trzy odrębne formy działalności którymi są: tygodniowe sesje akademickie, konferencje międzynarodowe oraz programy kształcenia wyższego (licencjackie, magisterskie, doktoranckie) w dziedzinie stosunków międzynarodowych i dyplomacji kulturalnej we współpracy z Uniwersytetem Babes-Bolyai.
Programy akademii są otwarte zarówno dla osób ze środowisk akademickich, kulturowych, jak i zawodowych. W ciągu ostatnich lat Akademię odwiedzali liczni studenci, naukowcy, nauczyciele, profesorowie, dziennikarze, dyplomaci i politycy z całego świata uczestnicząc w różnych eventach. W tym samym czasie pięciuset obecnych i byłych szefów państw i ministrów prowadziło w niej wykłady i stało się jej partnerami.